# Pseudomys laborifex
Pseudomys laborifex is een knaagdier uit het geslacht Pseudomys dat voorkomt in Australië. Zijn verspreidingsgebied beslaat het Kimberley gebied in het uiterste noorden van West-Australië en delen van het noordwesten van het Noordelijk Territorium. Deze muis leeft voornamelijk in open struikgebieden met veel gras. Jongen worden waarschijnlijk meestal geboren in het droge seizoen (van augustus tot november).
De rug is oranjebruin, overlopend in de geelbruine flanken en gezicht. De onderkant is wit. De staart is grijs-olijfkleurig van boven en wit van onderen. De kop-romplengte bedraagt 58 tot 75 mm, de staartlengte 63 tot 85 mm, de achtervoetlengte 16 tot 17 mm, de oorlengte 12 mm en het gewicht 9 tot 17 gram. Vrouwtjes hebben 2=4 spenen. De schedel is maximaal 22,2 tot 23,5 mm lang.
Recente publicaties beschouwen Pseudomix laborifex en Pseudomys johnsoni als één enkele soort, en P. laborifex heeft daarom geen eigen beschermingsstatus meer in de Rode Lijst van de IUCN.